# Carol Neblett
Carol Lee Neblett (Modesto, 1º febbraio 1946 – Los Angeles, 23 novembre 2017) è stata un soprano statunitense.

## Biografia
Nata a Modesto e cresciuta a Redondo Beach, Carol Neblett ha studiato all'Università della California, Los Angeles prima di fare il suo debutto alla New York City Opera nel 1969, quando interpretò Musetta ne La bohème. Continuò a cantare diversi ruoli principali con la compagnia, tra cui La Traviata, Mefistofele, Faust, Manon, Carmen, Le nozze di Figaro, Don Giovanni, L'incoronazione di Poppea, Die tote Stadt e Ariadne auf Naxos.
Nel 1973 il suo nome apparve sulle maggiori testate internazionali dopo una clamorosa scena di nudo integrale nell'opera Thaïs alla New Orleans Opera, mentre nel 1976 cantò la Tosca con Pavarotti all'Opera di Chicago. Nel corso della sua carriera la Neblett avrebbe cantato Tosca oltre duecento volte. L'anno successivo ottenne uno dei più grandi successi quando cantò il ruolo di Minnie ne La fanciulla del West con Placido Domingo, in scena alla Royal Opera House per il venticinquesimo anniversario dell'incoronazione della regina Elisabetta II.
Nel 1979 fece il suo debutto alla Metropolitan Opera House, dove fu un'apprezzata Senta nell'Olandese volante. Continuò a cantare regolarmente al Met fino al 1993, dove apparve nei ruoli principali di Tosca, La Bohème, Un ballo in maschera, Don Giovanni, Manon Lescaut, Falstaff e La fanciulla del West. Nel corso della sua carriera ha cantato anche Teatro alla Scala, al Teatro di San Carlo, Festival di Salisburgo e all'Opera di Amburgo.
Nel 2012 cantò per la prima volta in un musical quando interpretò il soprano Heidi Schiller nel musical di Stephen Sondheim Follies in scena a Los Angeles.

### Vita privata
Carol Neblett si sposò tre volte: con il violoncellista Douglas Davis, con il direttore d'orchestra Kenneth Schermerhorn e con il cardiologo Phillip Akre; tutte e tre i matrimoni terminarono con il divorzio. Dal secondo marito la Neblett ebbe il figlio Stefan Schermerhorn, mentre dal terzo ebbe le figlie Adrianne Akre Spear e Marianne Akre, deceduta nel 2001.

## Repertorio
| Ruolo             | Titolo                    | Autore      |
| ----------------- | ------------------------- | ----------- |
| Micaëla           | Carmen                    | Bizet       |
| Margherita        | Mefistofele               | Boito       |
| Elena             | Mefistofele               | Boito       |
| Jaroslavna        | Il principe Igor'         | Borodin     |
| Louise            | Louise                    | Charpentier |
| Margherita        | Faust                     | Gounod      |
| Marie/Marietta    | Die tote Stadt            | Korngold    |
| Zarina            | Il gallo d'oro            | Korsakov    |
| Manon             | Manon                     | Massenet    |
| Thais             | Thais                     | Massenet    |
| Poppea            | L'incoronazione di Poppea | Monteverdi  |
| Donna Elvira      | Don Giovanni              | Mozart      |
| Contessa Almaviva | Le nozze di Figaro        | Mozart      |
| Musetta           | La bohème                 | Puccini     |
| Manon Lescaut     | Manon Lescaut             | Puccini     |
| Tosca             | Tosca                     | Puccini     |
| Minnie            | La fanciulla del West     | Puccini     |
| Arianna           | Ariadne auf Naxos         | Strauss     |
| Aida              | Aida                      | Verdi       |
| Alice Ford        | Falstaff                  | Verdi       |
| Violetta          | La Traviata               | Verdi       |
| Amelia            | Un ballo in maschera      | Verdi       |
| Senta             | L'olandese volante        | Wagner      |

## Discografia (parziale)
- Puccini, La fanciulla del West - Nello Santi/Plácido Domingo/Carol Neblett/Silvano Carroli, 1982 Kultur/BBC

## DVD (parziale)
- La Clemenza di Tito - direttore d'orchestra: James Levine, Wiener Philharmoniker; Tatiana Troyanos, Carol Neblett, Catherine Malfitano, Eric Tappy, Anne Howells. Film, ripreso a: Roma 1980. (Deutsche Grammophon, DVD 44007 34128).